# Waaldrecht
Waaldrecht is een Nederlandse dramaserie die op televisie werd uitgezonden van 2 januari 1973 tot 22 juni 1974 door de VARA. In de serie werd een aantal maatschappelijke thema's als woningnood, recidivisme, milieuvervuiling, krotvorming en werkloosheid aangesneden.

## Opzet
Begin jaren zeventig was er veel Nederlandstalig drama op de televisie te zien. Met name omroepen als de NCRV en de AVRO kwamen met televisieseries als Bartje, De kleine waarheid en De stille kracht. Vrijwel altijd betrof het boekverfilmingen. Het toenmalige hoofd drama van de VARA, Herman Fortuin, wilde ook Nederlandstalig drama brengen, maar dan oorspronkelijk materiaal. Hij wilde een serie creëren waarin belangrijke maatschappelijke thema's een rol zouden spelen. De serie zou het sociale karakter van de VARA moeten benadrukken. Elke aflevering zou op zich zelf staan met als verbindend element de fictieve stad Waaldrecht. Er werd een team van zes schrijvers aangetrokken en na twee jaar van voorbereiding begonnen de opnamen. De zes schrijvers waren Max Dendermonde, Frank Herzen, Kees Holierhoek, Henk van Kerkwijk, Anton Quintana en Dick Walda, terwijl Eimert Kruidhof, Nick van den Boezem en John van de Rest de regie gingen doen. In totaal werden 21 afleveringen gemaakt. Dertien afleveringen werden uitgezonden in het seizoen 1972-1973 en de resterende acht in het seizoen 1973-1974.
De eerste aflevering, Vuile spelletjes, was geschreven door Frank Herzen en werd uitgezonden op 2 januari 1973. De regie was van John van de Rest. Tv-recensent Nico Scheepmaker was lovend over deze aflevering.

## Productie
De serie werd grotendeels opgenomen in Gorinchem en Hardinxveld-Giessendam. In de leader is de Merwedebrug te zien. Niet alleen veel acteurs verleenden hun medewerking, maar ook cabaretiers als Paul van Vliet en Gerard Cox, terwijl Patricia Paay met haar band Heart ook in een van de afleveringen een rol speelde. Acteurs die een rol speelden zijn onder anderen: Rutger Hauer, Willeke van Ammelrooy, John Kraaijkamp sr., Frits Lambrechts, Theo Pont, Trudy Labij, Marja Habraken, Josée Ruiter, Linda van Dyck en Broes Hartman. De muziek was van de popgroep Ekseption.

## Hoorspel
De eerste dertien afleveringen werden tevens op de radio uitgezonden als hoorspel, steeds een week na de tv-uitzending, grotendeels met andere acteurs.

## Afleveringen

### Seizoen 1 (1973)
| Aflevering (seizoen) | Aflevering (serie) | Titel                              | Uitzenddatum     |
| -------------------- | ------------------ | ---------------------------------- | ---------------- |
| 1                    | 1                  | Vuile spelletjes                   | 2 januari 1973   |
| 2                    | 2                  | De recidivist                      | 16 januari 1973  |
| 3                    | 3                  | Granada, Granada, wat doe je hier? | 30 januari 1973  |
| 4                    | 4                  | Jubileum                           | 13 februari 1973 |
| 5                    | 5                  | Het zout der aarde                 | 27 februari 1973 |
| 6                    | 6                  | Afbraak                            | 13 maart 1973    |
| 7                    | 7                  | Duiken                             | 27 maart 1973    |
| 8                    | 8                  | Oefening Nachtbraak                | 10 april 1973    |
| 9                    | 9                  | De ingreep                         | 24 april 1973    |
| 10                   | 10                 | Taxi, meneer?                      | 8 mei 1973       |
| 11                   | 11                 | Het gezicht van de weldoener       | 22 mei 1973      |
| 12                   | 12                 | Fakkels                            | 5 juni 1973      |
| 13                   | 13                 | De weg terug                       | 12 juni 1973     |

### Seizoen 2 (1973-1974)
| Aflevering (seizoen) | Aflevering (serie) | Titel                         | Uitzenddatum     |
| -------------------- | ------------------ | ----------------------------- | ---------------- |
| 1                    | 14                 | Een schuilplaats voor Sonja   | 4 november 1973  |
| 2                    | 15                 | Statiegeld                    | 2 december 1973  |
| 3                    | 16                 | Uitverkoop                    | 27 januari 1974  |
| 4                    | 17                 | Het vrije woord               | 24 februari 1974 |
| 5                    | 18                 | Spreken is goud               | 24 maart 1974    |
| 6                    | 19                 | Gewoon een beetje leven       | 21 april 1974    |
| 7                    | 20                 | Met uitzicht op het het water | 19 mei 1974      |
| 8                    | 21                 | Later zul je me dankbaar zijn | 22 juni 1974     |